# Holiday on Ice
Holiday on Ice is een ijsdansshow die geproduceerd wordt door Joop van den Ende's Stage Entertainment. De show werd voor het eerst in 1943 in de Verenigde Staten opgevoerd, maar na het wisselen van verschillende eigenaren, wordt de show tegenwoordig vooral opgevoerd in Europa. De grootste markt is Duitsland, gevolgd door Frankrijk en Nederland.
Ieder jaar wordt er een nieuwe show ontwikkeld. De choreografie van Holiday on Ices recente shows is in handen van Robin Cousins, Mark Naylor, Christopher Dean en Nathan Clarke met Creative Directors als Kim Gavin, Francisco Negrin en Robin Cousins. De cast bestaat uit ongeveer veertig kunstschaatsers van over de gehele wereld. waaronder nationale, internationale en olympische-medaillewinnaars.
In haar 80-jarig bestaan heeft Holiday on Ice 100 verschillende ijsshows geproduceerd, meer dan 60.000 shows gegeven in 80 landen en rond de 350 miljoen bezoekers mogen verwelkomen.
Het hoofdkantoor van Holiday on Ice is in Nederland, met een extra kantoor in Hamburg, Duitsland. Sinds 2017 is de CEO van Holiday on Ice Peter O'Keeffe.

## Geschiedenis
- 1943: Oprichting in de VS, Toledo, Ohio op 25 december.
- 1950: De eerste Europese tour. De eerste shows in Duitsland (Dortmund & Frankfurt).
- 1996: Holiday on Ice wordt onderdeel van Endemol.
- 1998: Holiday on Ice wordt onderdeel van Stage Entertainment, de live entertainment divisie van Endemol.
- 2003: Holiday on Ice behaalt het Guiness Book of Records als de meest populaire ijsdansshow ter wereld.
- 2016: Holiday on Ice wordt onderdeel van CTS Eventim.

## Shows
De shows van de laatste jaren zijn:
- No Limits
- A New Day
- Supernova
- Showtime
- Atlantis
- Believe
- Time
- Passion
- Platinum
- Speed
- Festival
- Tropicana
- Energia
- Spirit
- Elements
- Mystery
- Romanza
- Fantasy
- Hollywood
- Diamonds
- Celebration

De laatste Kids-shows zijn:
- Peter Pan On Ice
- Bugs Bunny On Ice

## Tv-shows
Ook werkt Holiday on Ice mee aan tv-shows. De show werkte als eerste samen met de Nederlandse tv-zender SBS6; samen maakten zij de tv-hit Sterren Dansen op het IJs.
Na twee succesvolle jaren besluiten ook België (onder de naam Sterren Op Het IJs) en Polen (onder de naam Gwiazdy tańczą na lodzie) de tv-show in 2007 over te nemen en ook in deze landen wordt het een grote hit.